# Moanin'
Albums de Art Blakey
Art Blakey's Jazz Messengers With Thelonious Monk
(1958) At the Jazz Corner of the World, Vol. 1
(1959)
Moanin' est un album de jazz de Art Blakey & The Jazz Messengers enregistré en 1958 pour le label Blue Note. Le groupe est un quintet où Blakey est accompagné par le saxophoniste Benny Golson, le pianiste Bobby Timmons, le contrebassiste Jymie Merritt et le trompettiste Lee Morgan. Le titre éponyme devient rapidement l'un des titres les plus reconnaissables du groupe.

## Contexte
Moanin' est un nouvel album de Blakey pour Blue Note après une période d'enregistrement pour différents labels, et marque à la fois un retour aux sources et un nouveau départ. À l'origine, le LP est sous-titré Art Blakey & the Jazz Messengers, mais l'ouverture de l'album par le morceau bluesy Moanin' devient rapidement l'un des titres les plus connus des Messengers et donne son nom à l'album.

## Enregistrement
La session d'enregistrement s'est déroulée le 30 octobre 1958 au Rudy Van Gelder Studio situé à cette période à Hackensack dans le New Jersey.
| Musicien      | Instrument      | Titre |  | Équipe technique |                  |
| ------------- | --------------- | ----- |  | ---------------- | ---------------- |
| Art Blakey    | batterie        | 1 — 6 |  | Alfred Lion      | producteur       |
| Benny Golson  | saxophone ténor | 1 — 6 |  | Leonard Feather  | liner notes      |
| Bobby Timmons | piano           | 1 — 6 |  | Rudy Van Gelder  | ingénieur du son |
| Jymie Merritt | contrebasse     | 1 — 6 |  | Francis Wolff    | photographie     |
| Lee Morgan    | trompette       | 1 — 6 |  |                  |                  |

## Titres
L'album d'origine propose cinq morceaux et débute par le titre Moanin', composé par le pianiste Bobby Timmons. Les quatre suivants sont composés par le saxophoniste Benny Golson, qui a intégré les Jazz Messengers à cette période. Are You Real? est un morceau plein d'ardeur de trente deux mesures marqué par quatre mesures, caractérisé par deux parties distinctes écrites pour Golson et le trompettiste Lee Morgan. Along Came Betty est davantage un morceau lyrique, servant presque de ballade pour l'album. The Drum Thunder Suite est un morceau en trois mouvements ou thèmes : Drum Thunder, Cry a Blue Tear et Harlem's Disciples. Le morceau Blues March évoque la cadence quasi-militaire d'orchestres de la Nouvelle-Orléans et l'album se termine sur son seul standard, par un jeu anormalement rapide de Come Rain or Come Shine. Parmi les titres originaux de l'album, Drum Thunder Suite est surtout devenu un standard des Jazz Messengers, même après la disparition de Timmons et de Golson.
| N°     | Titre                           | Compositeur                 | Durée |
| ------ | ------------------------------- | --------------------------- | ----- |
| Face 1 |                                 |                             |       |
| 1.     | Moanin'                         | Bobby Timmons               | 9:30  |
| 2.     | Are You Real?                   | Benny Golson                | 4:47  |
| 3.     | Along Came Betty                | Benny Golson                | 6:08  |
| Face 2 |                                 |                             |       |
| 4.     | The Drum Thunder Suite          | Benny Golson                | 7:30  |
|        | First Theme: Drum Thunder       |                             |       |
|        | Second Theme: Cry A Blue Tear   |                             |       |
|        | Third Theme: Harlem's Disciples |                             |       |
| 5.     | Blues March                     | Benny Golson                | 6:13  |
| 6.     | Come Rain or Come Shine         | Harold Arlen, Johnny Mercer | 5:45  |

## Réception
L'album est considéré comme l'un des albums typiques de la période hard bop, pour l'intensité du jeu de Blakey à la batterie et le travail de Morgan, Golson et Timmons ainsi que pour sa combinaison de gospel démodé et d'influence blues avec une sensibilité subtile de jazz moderne. Le commentaire de Michael G. Nastos sur AllMusic indique que « Moanin' contient quelques-uns des plus grands morceaux de musique de Blakey réalisés en studio avec sûrement son meilleur band. Il y a trois titres qui sont éternels et qui vont toujours résister à l'épreuve du temps » et il conclut en écrivant que c'est « certainement un album complet et totalement satisfaisant, Moanin' se place parmi le meilleur de Blakey et de ce que le jazz moderne a offert à la fin des années 1950 et après ». L'album a aussi été identifié par Scott Yanow sur Allmusic comme l'un des meilleurs albums de hard bop.